# 大狼杷草
大狼杷草（学名：Bidens frondosa）为菊科鬼针草属的植物。生长于海拔50米至1,000米的地区，多生长在田野湿润处。

## 别名
接力草、外国脱力草（上海）